# Adriatische Basketballliga 2011/12
Die Adriatische Basketballliga Saison 2011/12 war die elfte Saison der Adriatischen Basketballliga. An der Saison 2011/12 nahmen 14 Mannschaften aus 6 Ländern teil.
Die Saison begann am 8. Oktober 2011 und endete am 31. März 2012. Anschließend fand das Final-four der vier besten Teams statt. Meister wurde zum ersten Mal Maccabi Tel Aviv.

## Turnierformat
In der regulären Saison spielten 14 Mannschaften eine Doppelrunde jeder gegen jeden. Anschließend spielten die ersten vier Mannschaften das Final-four.

### Teilnehmende Mannschaften
| Land                    | Team                   | Stadt         | Spielort (Kapazität)                    |
| ----------------------- | ---------------------- | ------------- | --------------------------------------- |
| Bosnien und Herzegowina | Široki Brijeg          | Široki Brijeg | Dvorana Pecara (4.500)                  |
| Israel                  | Maccabi Electra        | Tel Aviv      | Nokia Arena (11.700)                    |
| Kroatien                | KK Cibona Zagreb       | Zagreb        | Dražen-Petrović-Basketballhalle (5.400) |
| Kroatien                | KK Cedevita            | Zagreb        | Dom športova (4.000)                    |
| Kroatien                | KK Zagreb              | Zagreb        | Dražen-Petrović-Basketballhalle (5.400) |
| Montenegro              | KK Budućnost Podgorica | Podgorica     | Sportski centar Morača (5.000)          |
| Serbien                 | KK Roter Stern Belgrad | Belgrad       | Pionir-Halle (8.150)                    |
| Serbien                 | KK Partizan            | Belgrad       | Pionir-Halle (8.150)                    |
| Serbien                 | KK Radnički Kragujevac | Kragujevac    | Hala Jezero (5.320)                     |
| Serbien                 | Hemofarm               | Vršac         | Millennium Center (5.000)               |
| Slowenien               | KK Helios Domžale      | Domžale       | Komunalni center (2.500)                |
| Slowenien               | KK Zlatorog Laško      | Laško         | Tri Lilije (2.000)                      |
| Slowenien               | Union Olimpija         | Ljubljana     | Arena Stožice (12.480)                  |
| Slowenien               | KK Krka                | Novo Mesto    | Leon Štukelj Halle (3.000)              |

## Reguläre Saison
Die Spiele der regulären Saison fanden vom 8. Oktober 2011 bis zum 31. März 2012 statt.

### Tabelle
Endstand
| Platz | Team              | Sp | S  | N  | P+   | P-   | Diff |
| ----- | ----------------- | -- | -- | -- | ---- | ---- | ---- |
| 1     | Maccabi Electra   | 26 | 24 | 2  | 2140 | 1741 | +399 |
| 2     | Cedevita Zagreb   | 26 | 19 | 7  | 2193 | 1927 | +266 |
| 3     | Partizan Belgrad  | 26 | 19 | 7  | 2035 | 1806 | +229 |
| 4     | Budućnost         | 26 | 18 | 8  | 1884 | 1761 | +123 |
| 5     | Široki Brijeg     | 26 | 15 | 11 | 1960 | 1881 | +79  |
| 6     | Union Olimpija    | 26 | 14 | 12 | 1941 | 1984 | −43  |
| 7     | Cibona Zagreb     | 26 | 13 | 13 | 2099 | 2068 | +31  |
| 8     | Radnički          | 26 | 12 | 14 | 2106 | 2124 | −18  |
| 9     | Zagreb            | 26 | 12 | 14 | 2007 | 2118 | −111 |
| 10    | Roter Stern       | 26 | 11 | 15 | 2074 | 2091 | −17  |
| 11    | Krka Novo Mesto   | 26 | 9  | 17 | 1893 | 1988 | −95  |
| 12    | Hemofarm          | 26 | 7  | 19 | 1868 | 2076 | −208 |
| 13    | KK Helios Domžale | 26 | 7  | 19 | 1863 | 2134 | −271 |
| 14    | KK Zlatorog Laško | 26 | 2  | 24 | 1688 | 2052 | −364 |

## Final four
Das Final four fand am 28. und 30. April 2012 statt.
|  | Halbfinale | Halbfinale       | Halbfinale |  |  | Finale | Finale          | Finale |
|  |            |                  |            |  |  |        |                 |        |
|  |            |                  |            |  |  |        |                 |        |
|  | 1          | Maccabi Electra  | 82         |  |  |        |                 |        |
|  | 4          | Budućnost        | 60         |  |  |        |                 |        |
|  |            |                  |            |  |  | 1      | Maccabi Electra | 87     |
|  |            |                  |            |  |  | 2      | Cedevita Zagreb | 77     |
|  | 2          | Cedevita Zagreb  | 68         |  |  |        |                 |        |
|  | 3          | Partizan Belgrad | 56         |  |  |        |                 |        |
|  |            |                  |            |  |  |        |                 |        |

## Auszeichnungen

### Regular Season MVP
David Simon von  KK Radnički Kragujevac

### Play-off MVP
Keith Langford von  Maccabi Tel Aviv